# Lesbický feminismus
Lesbický feminismus je kulturní hnutí a kritická perspektiva, jejíž hlavní myšlenkou je, že ženy by měly svou energii a úsilí zaměřovat na vztahy k ostatním ženám, spíše než k mužům. Vnímá sexualitu jako základní aspekt utlačování žen muži, a proto vidí lesbianismus jako logický důsledek feminismu. Koncept lesbianismu je však v rámci této teorie vnímán spíše jako politické hnutí než sexuální preference. Společnou lesbickou identifikaci pak vnímá jako základ pro stavbu komunity a kolektivní akci proti stávajícímu systému. 
Pojem lesbického feminismu se poprvé objevuje v šedesátých letech minulého století. Nejvíce vlivu však v Evropě a Severní Americe získal v letech sedmdesátých a osmdesátých. Jedná se o kritickou reakci na mainstreamový feministický diskurz. Mezi aspekty mainstreamového feminismu, které lesbický feminismus kritizuje, patří například homofobie nebo vyčleňování problematiky utlačování leseb z feministické agendy.
Jednou z důležitých myšlenek, se kterými lesbický feminismus přichází, je zpochybnění heteronormativity a nadřazenosti mužů ve společnosti. Nabízí v tomto kontextu alternativní způsob smýšlení nad genderem a mocí a považuje stejnopohlavní vztahy za plně legitimní. 

## Vztah ke queer teorii a trans feminismu
V devadesátých letech se v rámci feminismu objevil nový směr nazývaný queer teorie. Queer teorie je v mnohém vybudována na stejných principech jako lesbický feminismus, existují důležité aspekty, ve kterých se tyto teorie liší. Tento fakt historicky způsoboval neshody mezi představiteli obou směrů. Aspekty, na nichž se obě teorie shodnou, jsou například kritika tzv. povinné heterosexuality (compulsory heterosexuality), definice genderu vycházející z předpokladu heterosexuality nebo chápání sexuality jako věci institucionální namísto soukromé.
V mnoha otázkách se však tyto teorie neshodnou. Nejdůležitějším aspektem, který queer teorie kritizuje, je esencialistické vnímání genderu. S tím souvisí i fakt, že lesbický feminismus vnímá všechny formy maskulinity jako negativní, tedy i maskulinitu u žen. V kontrastu s lesbickým feminismem vnímá tato teorie gender jako fluidní koncept a nevidí problém například se stereotypním rozdělením lesbických vztahů na butch a femme identitu, což lesbický feminismus rozsáhle kritizuje jako snahu o připodobnění homosexuálních vztahů k heterosexuálním.
Dále se teorie liší v pohledu na fenomény, které by bylo možné nazývat nástroji sexuálního osvobození. Lesbický feminismus se tradičně staví kriticky k praktikám jako je BDSM, pornografie nebo prostituce, zatímco queer teorie je vnímá pozitivně.

## Významné představitelky
Adrienne Rich
americká básnířka, esejistka a feministka, jejíž práce měla velký dopad na feministické myšlení. Je známá především pro svou esej „Compulsory Heterosexuality and Lesbian Existence“ (1980), kde rozebírá, jak společnost často vnímá heterosexualitu jako jedinou „přirozenou“ možnost a ignoruje nebo potlačuje lesbické vztahy. Rich v této eseji představila koncept „lesbického kontinua,“ což je škála ženských vztahů a zkušeností, které nejsou nutně sexuální, ale vyjadřují solidaritu a hluboké spojení mezi ženami. V poezii, například ve sbírce Diving into the Wreck (1973), Rich zkoumá témata osobní, nebo politické identity a útlaku. Její práce kladla důraz na intersekcionalitu. 
Audre Lorde
básnířka a esejistka, hrála klíčovou roli v utváření černošského lesbického feminismu. Lorde se zaměřovala na to, jak černošské ženy čelí útlaku na několika úrovních – jako ženy, jako osoby barvy pleti, a často i jako queer osoby. V jedné z rozhovorů prohlásila, že skutečná feministka jedná „z lesbického vědomí“, což v jejím pojetí znamená, že se postaví patriarchálnímu systému, bez ohledu na to, zda má osobně lesbickou zkušenost. Tímto výrokem Lorde upozornila na to, že černošské ženy mají jedinečný vztah k feminismu, protože jsou často vystaveny patriarchálnímu útlaku ve společnosti, kde jsou přítomny zbytky matriarchálního systému.
Lillian Faderman
americká historička, spisovatelka a významná autorka zabývající se historií lesbických a LGBTQ+ vztahů, feminismu a genderových studií. Její práce se zaměřují na dokumentaci historie žen, zejména lesbických žen, které byly v hlavním proudu dějin často opomíjeny nebo marginalizovány.[zdroj?]
Její nejslavnější knihou je Surpassing the Love of Men (1981), která zkoumá přátelství a lásku mezi ženami od 16. do 20. století. V této knize Faderman analyzuje, jak se v průběhu dějin vnímaly hluboké vztahy mezi ženami a jak se jejich význam měnil v závislosti na společenských normách a názorech na sexualitu. Kniha se stala přelomovým dílem v oblasti lesbických studií. Další významnou knihou je Odd Girls and Twilight Lovers (1991), která mapuje historii lesbických vztahů v Americe 20. století. Faderman se v ní zabývá vývojem lesbické identity, změnami ve společnosti a kulturním vnímáním leseb v různých dekádách.[zdroj?]
- Barbara Smith[zdroj?]
  - Nejvýznamnější dílo: The Combahee River Collective Statement (1977)[10]
- Pat Parker[11]
  - Nejvýznamnější dílo: Movement In Black (1978)[zdroj?]
- Cheryl Clarke[12]
  - Nejvýznamnější dílo: Lesbianism: An Act of Resistance (1981)[13]
- Margaret Sloan-Hunter[14]
  - Nejvýznamnější dílo: Black & Lavender (1995)[15]
- Sheila Jeffreys[zdroj?]
  - Nejvýznamnější dílo: The Lesbian Heresy: A Feminist Perspective on the Lesbian Sexual Revolution (1993)[16]